# New Westminster (ancienne circonscription fédérale)
Pour les articles homonymes, voir New Westminster (homonymie).
New Westminster est une ancienne circonscription électorale fédérale de la Colombie-Britannique, représentée de 1871 à 1979.
La circonscription de New Westminster est créée en 1871 lorsque la Colombie-Britannique entre dans la Confédération canadienne. Abolie en 1976, elle est redistribuée parmi New Westminster—Coquitlam et Burnaby.

## Géographie
En 1924, la circonscription de New Westminster comprenait:
- La municipalité de Langley
- La cité de New Westminster
- La rive nord du fleuve Fraser, excluant les îles de Crescent, Douglas et Tree

En 1892, une partie de la circonscription servit à créer la circonscription de Burrard.

## Députés
1. 1872-1874 — Hugh Nelson, L-C
2. 1874-1878 — James Cunningham, PLC
3. 1878-1882 — Thomas Robert McInnes, IND
4. 1882-1887 — Joshua Homer, L-C
5. 1887-1890 — Donald Chisholm, CON
6. 1890-1896 — Gordon Edward Corbould, CON
7. 1896-1904 — Aulay MacAulay Morrison, PLC
8. 1904-1908 — James Buckham Kennedy, PLC
9. 1908-1917 — James David Taylor, CON
10. 1917-1930 — William Garland McQuarrie, CON
11. 1930-1949 — Thomas Reid, PLC
12. 1949-1953 — William Malcolm Mott, PLC
13. 1953-1958 — Frederick George Hahn, CS
14. 1958-1962 — William A. McLennan, PC
15. 1962-1968 — Barry Mather, NPD
16. 1968-1972 — Douglas Hogarth, PLC
17. 1972-1979 — Stuart Leggatt, NPD

- CON = Parti conservateur du Canada (ancien)
- CS = Parti Crédit social
- L-C = Parti libéral-conservateur
- NPD = Nouveau Parti démocratique
- PC = Parti progressiste-conservateur
- PLC = Parti libéral du Canada